# Mullewa
Mullewa is een plaats in de regio Mid West in West-Australië.

## Geschiedenis
Bij de aanvang van de Europese kolonisatie vormde de streek het grensgebied tussen de stammen van de Amangu Nyungah en Widi Aborigines.
George Grey was in 1839 de eerste Europeaan die door de streek trok nadat zijn schepen vergaan waren tijdens een verkenning van de West-Australische kust. Hij diende honderden kilometers over land naar Perth te wandelen. In 1848 leidde Augustus Charles Gregory een expeditie door de streek. In de jaren 1850 vestigden er zich de eerste kolonisten. Pastoralisten vermeldden Mullewa Spring voor het eerst in 1869. De latere premier John Forrest bezocht de streek in 1873 en vermeldde de bron eveneens.
In de jaren 1890 werd Mullewa een belangrijke stopplaats op de weg van Geraldton naar de goudvelden langs de rivier Murchison. In 1894 legde de overheid een spoorweg, de Northern Railway, aan tussen Geraldton en Mullewa en werd Mullewa officieel gesticht. Mullewa werd naar de bron vernoemd. De naam is van afkomst aborigines maar de betekenis is onzeker. De naam zou "zwaan", "regen", "land van overvloed" of "plaats van mist" kunnen betekenen. Er werd een stationsgebouw, opslagruimten, een weegbrug en een postkantoor gebouwd. De spoorweg werd doorgetrokken naar Mount Magnet en Cue. Het Departement of Railways and Tramways bouwde in 1899 een watertank in Mullewa om er haar stoomlocomotieven van water te voorzien. In 1915 opende een nieuwe spoorweg tussen Mullewa en Wongan Hills. Mullewa zou tot na de Tweede Wereldoorlog een belangrijk spoorwegknooppunt blijven.
In 1920 arriveerde priester-architect John Hawes in Mullewa. Hij bouwde er enkele religieuze gebouwen. Een in 1912 gebouwde Agricultural Hall werd in 1935 vervangen door de Mullewa Town Hall. Een in 1912 gebouwd politiekantoor werd in 1961 vervangen door een nieuw politiegebouw en gerechtszaal. Van 1961 tot 1974 reed een reizigerstrein, The Mullewa, tussen Perth en Mullewa. De spoorweg tussen Mullewa en Meekatharra werd gesloten in 1978. Tegen het einde van de 20e eeuw bleef er weinig over van de spoorweggebouwen en activiteiten in Mullewa.

## 21e eeuw
Tot 2011 was Mullewa het administratieve en dienstencentrum van het landbouwdistrict Shire of Mullewa. Het district werd vervolgens in het lokale bestuursgebied City of Greater Geraldton opgenomen. Mullewa is wel nog een verzamel- en ophaalpunt voor de oogst van de graanproducenten uit de streek die bij de Co-operative Bulk Handling Group aangesloten zijn.
In 2021 telde Mullewa 356 inwoners, tegenover 425 in 2006.

## Toerisme
- Mullewa heeft vijf bewegwijzerde wandelingen: de Mullewa Bush Trail, Town Heritage Trail, Rail Heritage Loop, Wildflower Walk en de Monsignor Hawes Heritage Walk.
- Vanaf de Mullewa Scenic Lookout heeft men een uitzicht over Mullewa en omgeving.
- De Church of Our Lady of Mt Carmel is een kerk gebouwd door priester Hawes.
- In het Monsignor Hawes Priest House Museum worden de persoonlijke bezittingen van priester Hawes tentoongesteld.
- De Mullewa Town Hall is een gebouw in art deco uit 1935.
- Aan Mass Rock verzorgde priester Hawes misvieringen in open lucht voor de Aborigines.
- In de Aboriginal Art Workshop & Gallery kan men aborigineskunst bekijken en artiesten ontmoeten.
- In het Butterabby Grave liggen een Europese kolonist en de vijf Aborigines die hem doodden begraven.
- In de lente kan men rondom Mullewa een grote verscheidenheid aan wilde bloemen aanschouwen.[12]

## Transport
Mullewa ligt 450 kilometer ten noorden van Perth, 242 kilometer ten westen van Mount Magnet en 98 kilometer ten oostnoordoosten van Geraldton, langs de Geraldton-Mount Magnet Road die de Brand Highway met de Great Northern Highway verbindt. De N4 busdienst van Transwa tussen Geraldton en Meekatharra stopt in Mullewa en geeft er aansluiting met de N3 busdienst naar Perth.
Mullewa heeft een startbaan (IATA: MXU - ICAO: YMWA).
Mullewa ligt aan het spoorwegnetwerk van Arc Infrastructure. Er rijden enkel goederentreinen.

## Klimaat
Mullewa kent een warm steppeklimaat, BSh volgens de klimaatclassificatie van Köppen. De gemiddelde jaarlijkse temperatuur bedraagt er 20,2 °C. De gemiddelde jaarlijkse neerslag ligt rond 341 mm.

## Galerij

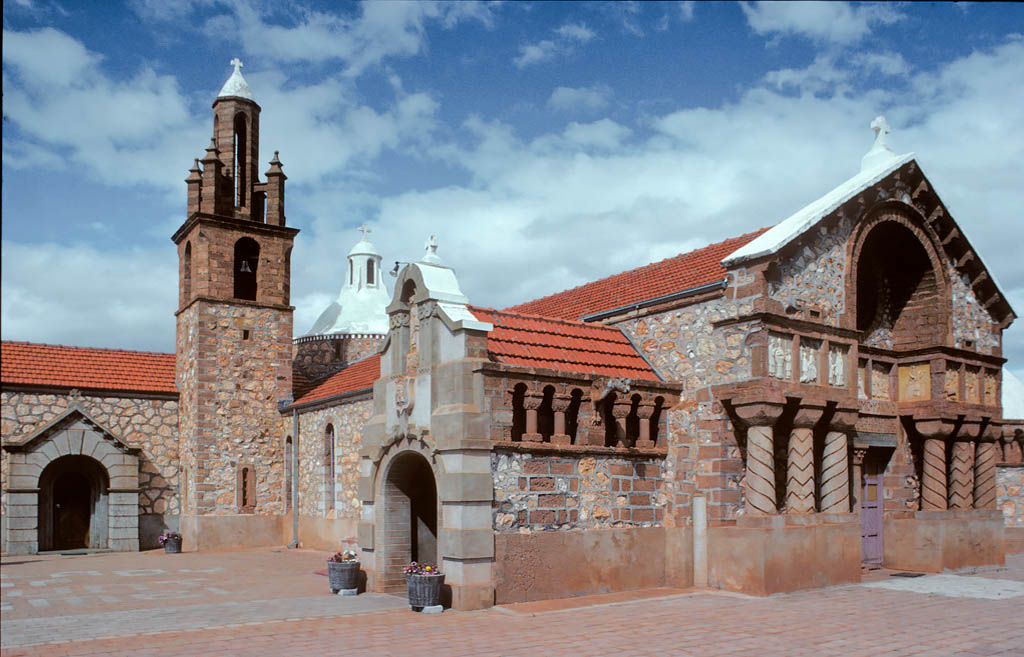
Church of Our Lady of Mt. Carmel
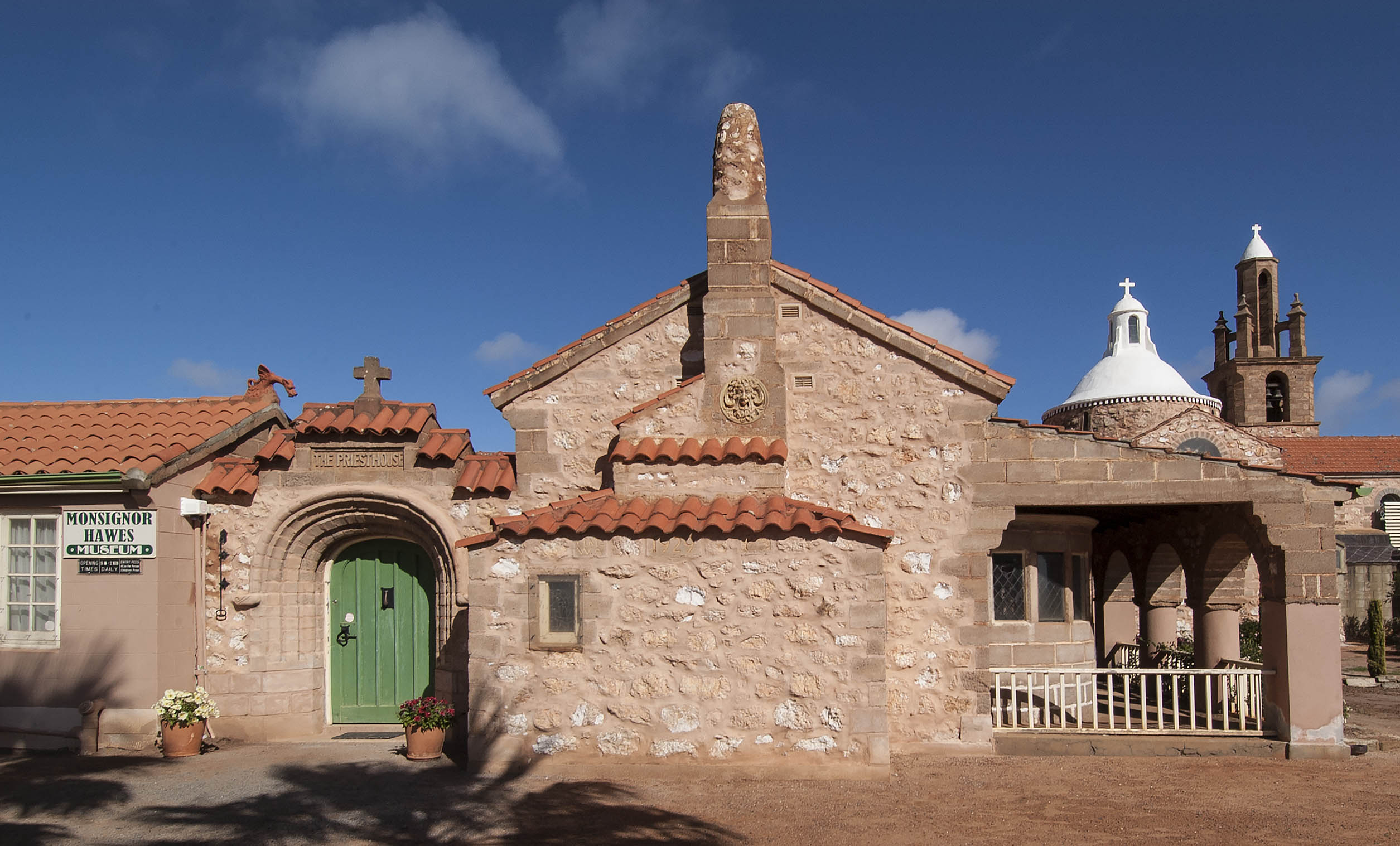
pastorie
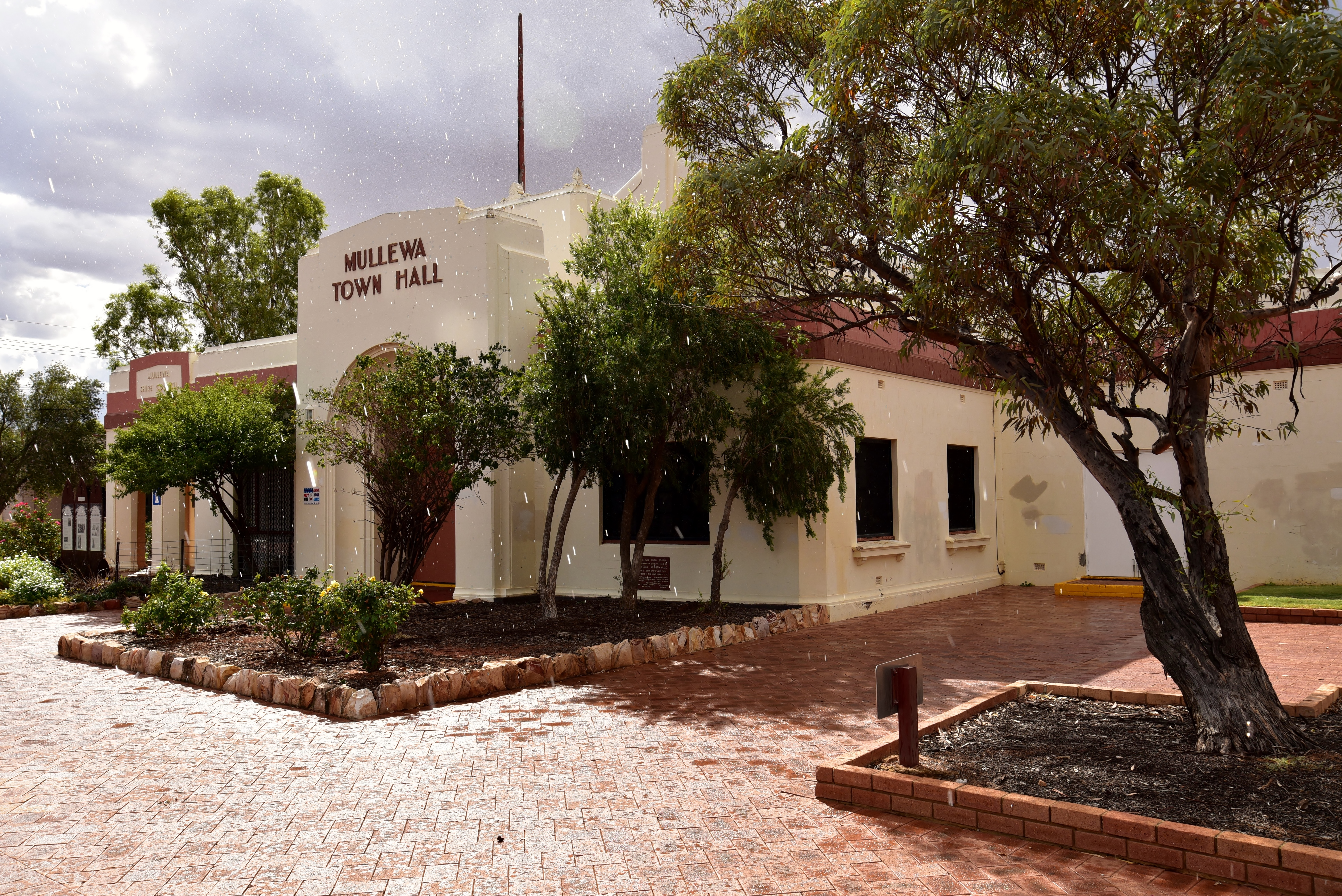
Mullewa Town Hall in art deco uit 1935
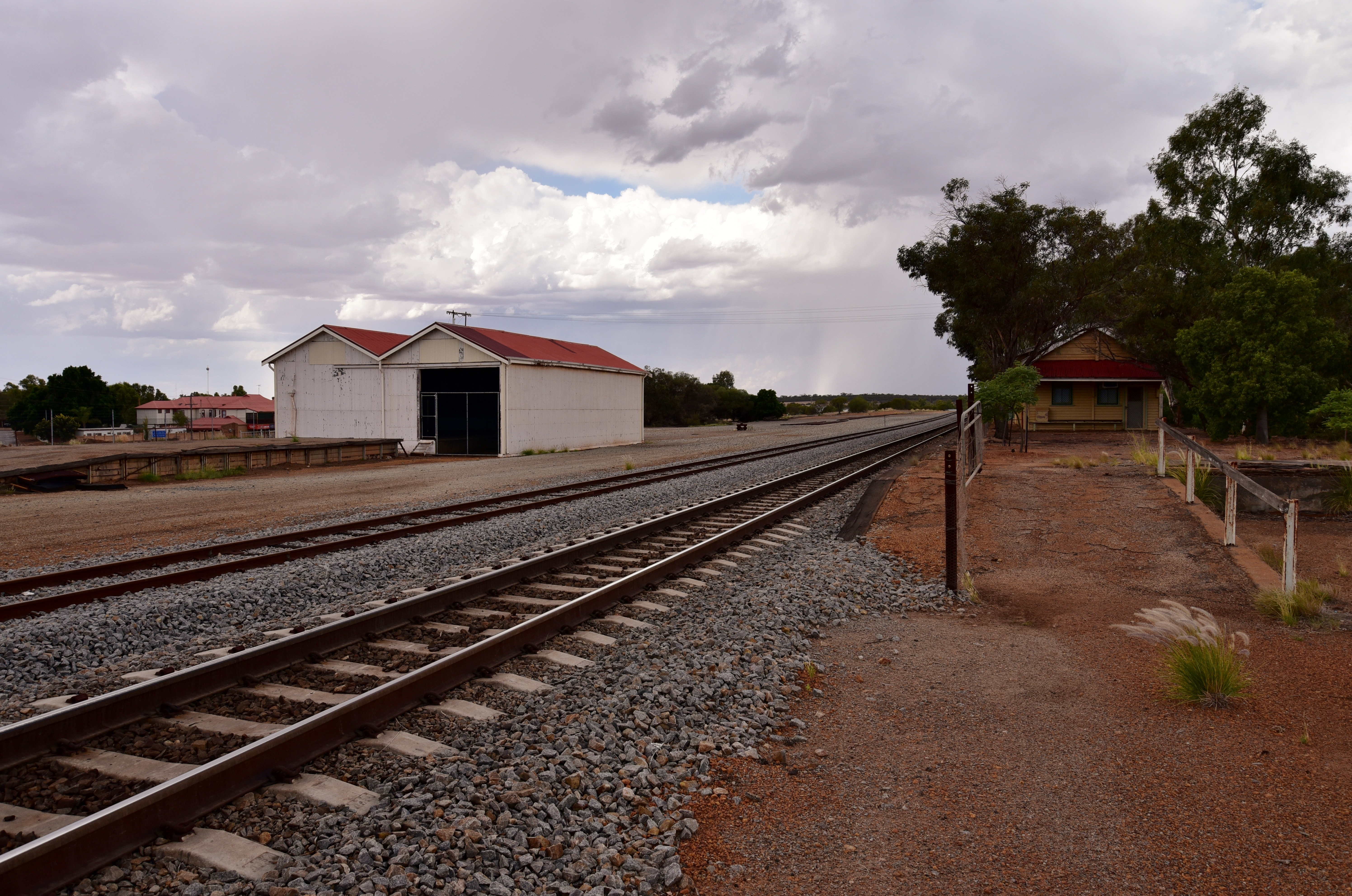
voormalig spoorwegstation (rechts)
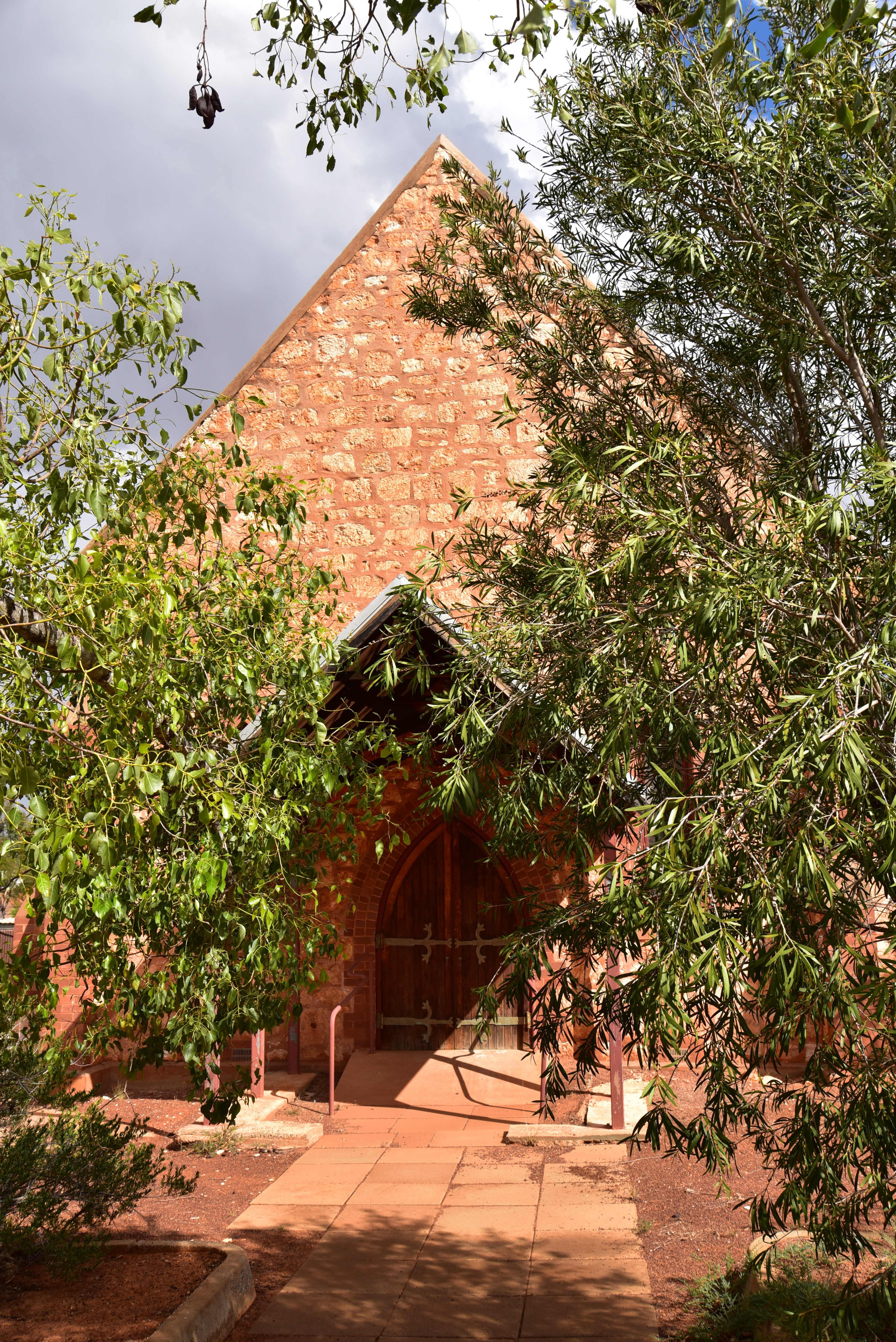
St Andrew's Anglican Church
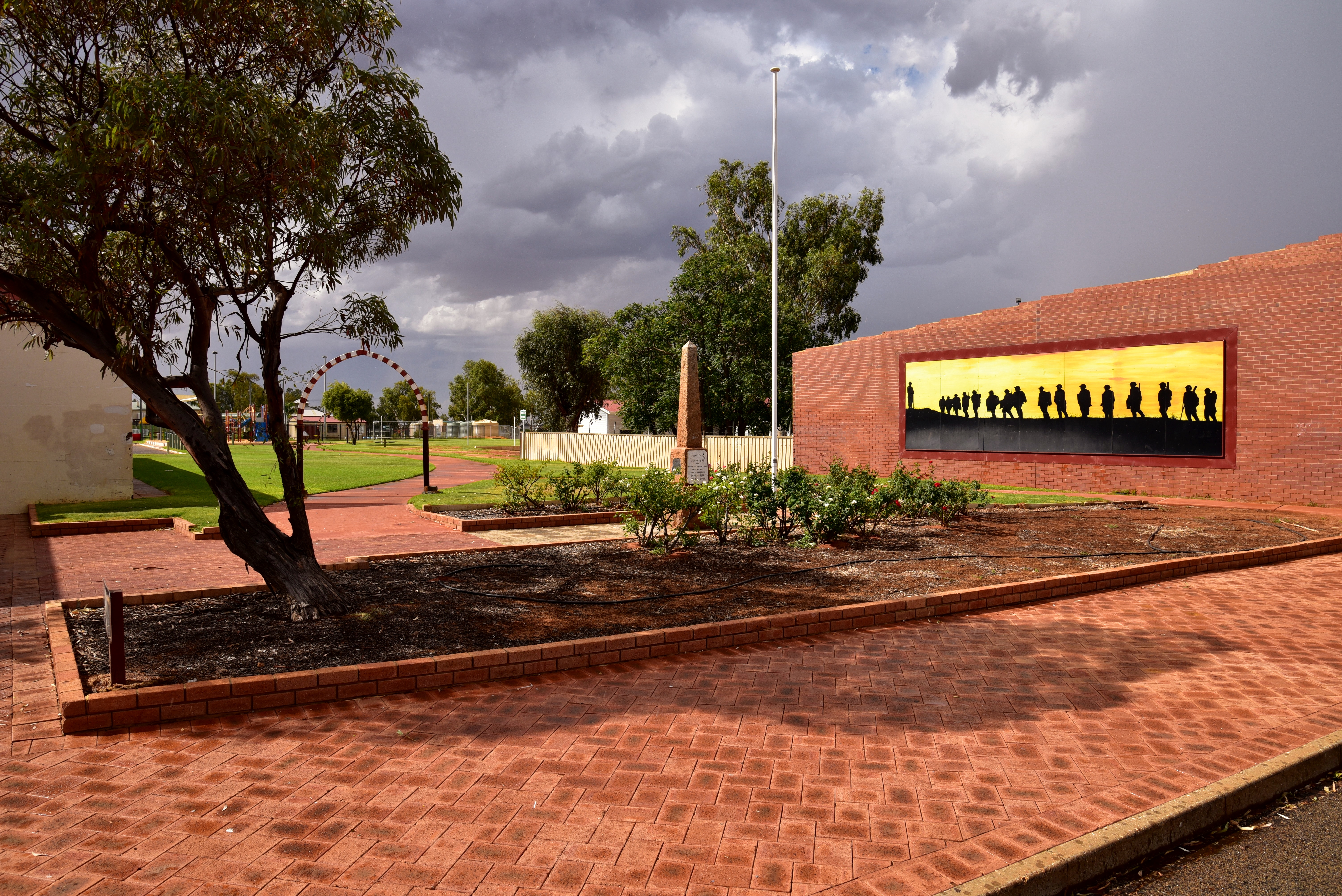
oorlogsmonument

Abbotts · Ajana · Alma · Arrino · Arrowsmith · Austin · Big Bell · Binnu · Boogardie · Bowgada · Bunjil · Canna · Cape Burney · Carnamah · Caron · Coorow · Cuddingwarra · Cue · Day Dawn · Dongara · Drummond Cove · East Bowes · Eneabba · Eradu · Gabanintha · Geraldton · Green Head · Greenough · Gunyidi · Gutha · Horseshoe · Horrocks · Howatharra · Isseka · Kalbarri · Karalundi · Kojarena · Koolanooka · Kumarina · Latham · Leeman · Lennonville · Lynton · Mainland · Marchagee · Maya · Meekatharra · Merkanooka · Mingenew · Minnenooka · Moonyoonooka · Morawa · Mount Erin · Mount Magnet · Mullewa · Nabawa · Nangetty · Nannine · Nanson · Naraling · Narngulu · Narra Tarra · Northampton · Oakajee · Ogilvie · Paynes Find · Peak Hill · Paynesville · Perenjori · Pindar · Pintharuka · Porlell · Port Denison · Port Gregory · Protheroe · Reedy · Rothsay · Sandstone · Tardun · Tenindewa · Three Springs · Tuckanarra · Waggrakine · Walkaway · Warriedar · Whelarra · Wicherina · Wiluna · Winchester · Yalgoo · Yandanooka · Youanmi · Yoweragabbie · Yuna